# Třída Corinthic
Třída Corinthic je označení pro tři parníky vybudované na počátku 20. století v loděnicích Harland & Wolff v Belfastu pro společnost White Star Line.
Všechny parníky byly navrženy tak, aby mohly převážet náklad a cestující zároveň. Sloužily na lince Velká Británie - Nový Zéland. Během 1. světové války byly White Star Line zabaveny a převážely průzkumné jednotky na Nový Zéland. V roce 1928 byl Athenic prodán do Norska a přestavěn na velrybářskou loď. Corinthic byl v roce 1931 sešrotován. Ve 2. světové válce byl Athenic torpédován ponorkou U-69. Potopil se, ale později byl vyzvednut a vrácen svému vlastníkovi. Nakonec byl roku 1962 sešrotován. V roce 1934 byl Ionic prodán Shaw, Savill & Albion Line a o dva roky později sešrotován.